# Бурла, Михаил Порфирович
Михаи́л Порфи́рович Бу́рла (род. 22 ноября 1957, Междуречье, Черновицкая область) — государственный и политический деятель Приднестровской Молдавской Республики. Депутат Верховного совета Приднестровской Молдавской Республики IV—VI созывов с 2005 по 2020. Заместитель Председателя Верховного Совета Приднестровской Молдавской Республики IV—V созывов с 22 июля 2009 по 13 июня 2012. Председатель Верховного Совета Приднестровской Молдавской Республики V созыва с 13 июня 2012 по 23 декабря 2015.
Председатель Центрального совета партии «Обновление» с 23 июня 2012 по 26 марта 2016. Кандидат географических наук (1986). Доцент (1993).

## Биография
Родился 22 ноября 1957 в селе Междуречье Сторожинецкого района Черновицкой области Украинской ССР (ныне село Чудей в составе Чудейской сельской общины Черновицкого района Черновицкой области Украины).

### Образование
В 1979 с отличием окончил географический факультет Тираспольского государственного педагогического института имени Т. Г. Шевченко по специальности «учитель географии и биологии».
С 1982 по 1985 учился в аспирантуре Ленинградского государственного университета имени А. А. Жданова по специальности «экономическая, социальная и политическая география». 28 ноября 1985 там же защитил диссертацию на соискание учёной степени кандидата географических наук, утверждённую Высшей аттестационной комиссией при Совете Министров СССР 2 апреля 1986.
В 1993 решением Комитета по высшей школе и технической политике министерства науки, высшей школы и технической политики Российской Федерации присвоено учёное звание доцента.

### Трудовая и политическая деятельности
После окончания пединститута работал в качестве лаборанта кафедры экономической географии Тираспольского пединститута.
С ноября 1979 по май 1981 проходил срочную службу в рядах Советской армии.
После демобилизации работал в должности ассистента кафедры общего землеведения Тираспольского педагогического института имени Т. Г. Шевченко.
С 1986 по 2003 работал на кафедре экономической географии и региональной экономики Приднестровского государственного университета имени Т. Г. Шевченко в должностях ассистента (до апреля 1988), старшего преподавателя (до апреля 1991), доцента (до 14 марта 2003), заведующего кафедрой (с 14 марта 2003). С 1 июля по 1 октября 1992 занимал должность заместителя декана естественно-географического факультета. Составитель нескольких учебных планов для студентов, обучающихся по специальностям «География» и «Мировая экономика».
С 1 сентября 1999 по 1 сентября 2004 — исполняющий обязанности председателя Республиканского научно-методического совета по географии.
С 1 декабря 2003 по 28 декабря 2005 — заместитель министра экономики Приднестровской Молдавской Республики.
С 2005 по 2020 — депутат Верховного Совета Приднестровской Молдавской Республики IV—VI созывов. Входил в состав комитета по экономической политике, бюджету и финансам. Заместитель Председателя Верховного Совета IV (22 июля 2009—2010) и V (2011 — 13 июня 2012) созывов. В декабре 2015 года был избран депутатом Верховного Совета ПМР VI созыва по избирательному округу № 34.
С 13 июня 2012 по 23 декабря 2015 — Председатель Верховного Совета Приднестровской Молдавской Республики.
В 2000 выступил инициатором создания Республиканского общественного движения «Обновление», в котором был избран сопредседателем Совета движения. 23 июня 2012 избран Председателем Республиканской политической партии «Обновление». Оставил руководство партией 26 марта 2016, сосредоточившись на научно-преподавательской работе.
В настоящее время (с 2003) является заведующим кафедры социально-экономической географии и регионоведения естественно-географического факультета Приднестровского государственного университета имени Т. Г. Шевченко и заведующим научно-исследовательской лаборатории «Региональные исследования».

### Научно-преподавательская деятельность
Автор концепции географического образования для общеобразовательных учреждений Приднестровской Молдавской Республики и нескольких экспериментальных и типовых программ по географии для общеобразовательных и средних профессиональных учебных заведений. Автор более 90 научных и научно-методических работ. Участник различных международных научно-практических конференций (Тирасполь, 2003, 2005; Львов, 2003; Одесса, 2003; Кишинёв, 2003) по проблемам социально-экономического развития, региональных конфликтов и непризнанных государств.
С 1982 по 1985 участвовал в разработке документа «Прогноз возможных изменений в окружающей среде Молдавской ССР под влиянием хозяйственной деятельности человека до 2000 года». Были составлены и внедрены 4 оценочные и прогнозные карты, отражающие степень воздействия хозяйственной деятельности на окружающую среду Молдавской ССР.
С 1986 по 2005 читал лекции и проводил практические занятия на экономическом, юридическом и историческом факультетах ПГУ имени Т. Г. Шевченко, в Тираспольском филиале Московского института предпринимательства и права, в Тираспольском филиале Межрегиональной академии управления персоналом, в Государственном институте повышения квалификации учителям географии и истории.
С 1993 является ведущим научным сотрудником научно-исследовательской лаборатории «Региональные исследования» при ПГУ имени Т. Г. Шевченко. В 1993—1996, 2000 и 2004—2005 принимал участие в разработке географических атласов Приднестровской Молдавской Республики. Автор более 15 карт населения и хозяйства республики.
С 2004 по 2005 — член аккредитационной коллегии при министерстве просвещения Приднестровской Молдавской Республики.
В 2000—2001 участвовал в написании трёхтомной работы «История Приднестровья». Автор главы о развитии экономики Приднестровья за 1990—2000.
С 1 июня 2001 по 30 ноября 2003 — исполняющий обязанности заместителя директора «Центра экономических проблем». Соавтор модели социально-экономического развития ПМР на долгосрочную перспективу, принятой Верховным советом ПМР в апреле 2005.
С января 2004 работал главным редактором журнала «Экономика Приднестровья».
В 2005 участвовал в разработке исторического атласа ПМР. Автор 2-х карт, отражающих социально-экономическое развитие Приднестровья за 1944—1989 и 1990—2004.

## Семья
Женат. Есть две взрослые дочери.

## Награды
- Орден Почёта
- Орден «Трудовая слава»
- Грамота Президента Приднестровской Молдавской Республики
- Государственная премия Приднестровской Молдавской Республики в области науки и техники (31 августа 1996) — за большой вклад в разработку, научные исследования и издания Атласа Приднестровской Молдавской Республики[8][9]
- Отличник народного образования Приднестровской Молдавской Республики (1998)
- Государственная премия Приднестровской Молдавской Республики в области гуманитарных наук (7 февраля 2003) — в целях развития научно-технического прогресса и поощрения за выдающиеся достижения в области науки, технологии, культуры и искусства[10]
- Медаль «25 лет Приднестровской Молдавской Республике»[11]
- Юбилейный знак «30 лет Верховному Совету ПМР»[12][13]